# Старший радник (Курляндія)
Ста́рший ра́дник (нім. Oberrat) — найвищий цивільний чин у герцогстві Курляндії і Семигалії  XVI—XVIII ст. Аналог міністра, або таємного радника. Герцог Курляндії і Семигалії надавав його визначним і титулованим лицарям-достойникам, уродженцям і землевласникам герцогства — ландгофмейстеру, канцлеру, обер-бургграфу і ландмаршалу. Ця четвірка складала герцогську Вищу раду (нім. Oberster Rat) — центральний уряд і найвищий суд країни, відповідник Таємної ради європейських дворів. Згідно з «Formula Regiminis» (1617) старші радники перебували на вершині курляндської адміністрації, керували обер-гауптманами і гауптманами. Ландгофмейстер головував на Вищій раді і мав усю повноту виконавчо-судової влади; канцлер очолював герцогську канцелярію, скарбницю і адміністрацію; обер-бургграф завідував замками, укріпленнями і військовими справами герцогства; ландмаршал був головою курляндського парламенту (ландтагу) і виразником усього курляндського лицарства. Вища рада у складі чотирьох радників керувала герцогством за відсутності або неповноліття герцога. Після російської анексії Курляндії (1795) та запровадження російської системи чинів і звань чин старшого радника і Вища рада були скасовані. Функції останньої перейшли до Мітавського вищого суду, в якому колишні старші радники зберегли свої титули. Також — оберрат, обер-рат, верховний радник, вищий радник тощо.

### Монографії. Статті
- Dybaś, B. Landrat, Oberrat, Starosta. Die adeligen Würdenträger in den livländischen Provinzen der polnisch-litauischen Republik Livland // Die Anatomie frühneuzeitlicher Imperien. Herrschaftsmanagement jenseits von Staat und Nation (= Bibliothek Altes Reich, Bd. 5). Berlin: Walter de Gruyter, 2015, S. 211–226.
- Hahn, Jürgen Freiherr von : Die bäuerlichen Verhältnisse auf den herzoglichen Domänen im 17. und 18. Jahrhundert. Diss. Karlsruhe 1911, S. 9.